# Ring the Alarm
Ring the Alarm – piosenka amerykańskiej wokalistki rhythm and bluesowej Beyoncé Knowles, pochodząca z jej drugiego albumu solowego, B’Day.
„Ring the Alarm” wydany został jako drugi singel promujący płytę i spotkał się ze zróżnicowanymi opiniami krytyków. Zadebiutował na 12. pozycji Billboard Hot 100. Był tym samym drugim najmniej popularnym utworem Knowles z B’Day, za „Get Me Bodied” (miejsce 68.). Piosenka otrzymała nominację do nagrody Grammy w kategorii najlepsze kobiece wokalne wykonanie R&B. Wideoklip nakręcony do „Ring the Alarm” zainspirowany był filmem Nagi instynkt z 1992 roku.
Beyoncé wykonała piosenkę podczas gali MTV Video Music Awards 2006.
Piosenka została wykorzystana w popularnym brytyjskim serialu Kumple.
Singel uzyskał w Stanach Zjednoczonych złoty status, rozchodząc się w ponad 500 000 kopii.

## Tło

### Nagrywanie
Po ukończeniu prac na planie filmowej adaptacji musicalu Dreamgirls, w której wystąpiła Knowles, wokalistka skontaktowała się z producentem i autorem tekstów Seanem Garrettem oraz Swizzem Beatzem. Następnie wynajęła nowojorskie Sony Music Studios, a każdy z producentów dostał do dyspozycji własny pokój nagraniowy. Beyoncé miała wkład w aranżację wszystkich utworów, w tym „Ring the Alarm”. Był to jednocześnie jeden z czterech utworów, które wyprodukował Beatz. W jednym z wywiadów powiedział: „To jeden z wielu prezentów, które jej [Knowles] podarowałem na B’Day (ang. urodziny). Ze wszystkich producentów, ja wyprodukowałem najwięcej piosenek na ten album.”
W oficjalnym remiksie utworu pojawiła się gościnnie raperka Foxy Brown.

### Kontrowersje
Oprawa graficzna B’Day, w tym okładka singla „Ring the Alarm”, wywołała wiele kontrowersji po tym, jak Beyoncé wykorzystała w sesji zdjęciowej żywe aligatory. Wokalistka przyznała, że obecność zwierząt i zaklejenie ich pysków taśmą było jej pomysłem. PETA, organizacja broniąca praw zwierząt, skontaktowała się z biologiem, który wystosował list do Knowles:

Jako specjalista od gadów i pracownik pomocy społecznej, jestem zaniepokojony twoim pozowaniem z przerażonym małym aligatorem na okładce nowej płyty. Ludzie i aligatory nie są naturalnymi kompanami, i nie powinni ze sobą przebywać przy okazji takiej ja np. sesja zdjęciowa. Moim zdaniem takie postępowanie jest znęcaniem nad zwierzętami.

## Sukces komercyjny
„Ring the Alarm” wydany został jako drugi singel promujący B’Day w Ameryce Północnej, podczas gdy na świecie drugim singlem był „Irreplaceable”. 23 września 2006 roku piosenka zadebiutowała na 12. miejscu Billboard Hot 100, awansując ostatecznie na 11. pozycję. Była tym samym drugim najmniej popularnym utworem Knowles pochodzącym z tegoż albumu. Kilka tygodni po opuszczeniu Hot 100, singel powrócił na 81. pozycję listy i pozostawał w zestawieniu przez 14 tygodni.
Singel odniósł większy sukces w pozostałych zestawieniach Billboardu, zajmując 1. miejsce na listach Hot Dance Music/Club Play, Hot R&B/Hip-Hop Singles Sales i Hot 100 Singles Sales, 3. miejsce na Hot R&B/Hip-Hop Songs, 7. na Hot Digital Songs oraz 21. na Rhythmic Top 40.
Na świecie „Ring the Alarm” odniósł jeszcze mniejszy sukces niż w Stanach Zjednoczonych. 15 stycznia 2007 roku zadebiutował na 57. miejscu w Szwecji. Ostatecznie dotarł do pozycji 31., spędzając w sumie 4 tygodnie na liście. W Japonii singel uplasował się na miejscu 16., a w Wielkiej Brytanii na 120. pozycji.

## Wideoklip
Wideoklip do „Ring the Alarm” nakręcony został przez Sophie Muller i powstał na nowojorskim Brooklynie. Zdjęcia trwały trzy dni, a po ich zakończeniu Knowles wróciła do studia, by ukończyć nagrywanie B’Day. Teledysk zawiera remake słynnej sceny z filmu Nagi instynkt; Beyoncé ma na sobie białą sukienkę i wciela się w rolę Sharon Stone.
Teledysk miał premierę 16 sierpnia 2006 roku w Yahoo! Music, a 22 sierpnia zadebiutował w programie MTV Total Request Live na pozycji 10. „Ring the Alarm” dotarł na szczyt zestawienia i pozostawał w programie przez 35 dni, dopóki nie został zastąpiony przez „Irreplaceable”.

## Formaty i listy utworów
Amerykański minialbum z remiksami tanecznymi
1. „Ring the Alarm” (Freemasons Club Mix) – 8:33
2. „Ring the Alarm” (Karmatronic Remix) – 3:19
3. „Ring the Alarm” (Migtight Remix) – 3:19

Amerykański minialbum z remiksami „miejskimi”
1. „Ring the Alarm” (Tranzformas Remix) (feat. Collie Buddz) – 4:12
2. „Ring the Alarm” (Jazze Pha Remix) – 3:47
3. „Ring the Alarm” (Grizz Remix) – 3:32

### Wersje oficjalne
- Karmatronic Remix – 3:19
- Migtight Remix – 3:19
- Tranzformas Remix feat. Collie Buddz – 4:12
- Jazze Pha Remix – 3:47
- Grizz Remix – 3:32
- Freemasons Club Mix – 8:33
- Freemasons Radio Edit – 3:28

## Pozycje na listach
| Lista (2006)                             | Najwyższa pozycja |
| ---------------------------------------- | ----------------- |
| Swedish Singles Chart                    | 56                |
| UK Singles Chart                         | 120               |
| U.S. Hot 100                             | 11                |
| U.S. Billboard Hot Dance Music/Club Play | 1                 |
| U.S. Billboard Hot R&B/Hip-Hop Songs     | 3                 |
| U.S. Billboard Pop 100                   | 19                |